# Cantón de Vitteaux
El cantón de Vitteaux era una división administrativa francesa, que estaba situada en el departamento de Côte-d'Or y la región de Borgoña.

## Composición
El cantón estaba formado por veintiocho comunas:
- Arnay-sous-Vitteaux
- Avosnes
- Beurizot
- Boussey
- Brain
- Champrenault
- Charny
- Chevannay
- Dampierre-en-Montagne
- Gissey-le-Vieil
- Marcellois
- Marcilly-et-Dracy
- Massingy-lès-Vitteaux
- Posanges
- Saffres
- Sainte-Colombe-en-Auxois
- Saint-Hélier
- Saint-Mesmin
- Saint-Thibault
- Soussey-sur-Brionne
- Thorey-sous-Charny
- Uncey-le-Franc
- Velogny
- Vesvres
- Villeberny
- Villeferry
- Villy-en-Auxois
- Vitteaux

## Supresión del cantón de Vitteaux
En aplicación del Decreto nº 2014-175 de 18 de febrero de 2014, el cantón de Vitteaux fue suprimido el 22 de marzo de 2015 y sus 28 comunas pasaron a formar parte del nuevo cantón de Semur-en-Auxois.